# Robert Morris (financier)
Pour les articles homonymes, voir Robert Morris et Morris.
Robert Morris, Jr., né le 20 janvier 1734 à Liverpool et mort le 8 mai 1806 à Philadelphie, est un commerçant américain et l'un des signataires de la déclaration d'indépendance des États-Unis, des articles de la Confédération et de la Constitution des États-Unis. Morris est connu comme le « financier de la révolution », en raison de son action visant à assurer les fonds nécessaires à la cause américaine lors de la guerre d'Indépendance.
Morris a décliné l'offre de Washington de servir de premier secrétaire au Trésor du pays, suggérant plutôt que Washington nomme Hamilton à ce poste. Morris a représenté la Pennsylvanie au Sénat de 1789 à 1795, période durant laquelle il s'est aligné sur le Parti fédéraliste et a appuyé les politiques économiques de Hamilton. Morris investit une partie considérable de sa fortune dans la terre peu de temps avant la panique de 1796-1797 qui entraîna sa faillite en 1798. Il passa plusieurs années en prison à la requête de ses débiteurs jusqu'à ce que le Congrès passe un acte de faillite pour le libérer. Après avoir quitté la prison en 1801, il a vécu une vie privée tranquille dans une maison modeste à Philadelphie jusqu'à sa mort en 1806.
En tant que premier surintendant des Finances des États-Unis, lui doit la conception du type monétaire Nova Constellatio.